# 금구 온씨
금구 온씨(金溝溫氏)는 전북특별자치도 김제시 금구면을 본관으로 하는 한국의 성씨이다. 고구려 평원왕 때 평강공주(平岡公主)와 혼인하여 평원왕(平原王)의 부마(駙馬)가 된 온달(溫達)을 원시조로 한다.

## 역사
온씨(溫氏)는 고구려 평원왕 때 평강공주(平岡公主)와 혼인하여 평원왕(平原王)의 부마(駙馬)가 된 온달(溫達)로부터 혈통(血統)이 시작된다. 고구려 보장왕 때 온사문(溫沙門) 장군은 당나라 설인귀가 이끄는 침공군을 횡산에서 물리쳤다.
경주 온씨의 시조는 온군해(溫君解)이다. 그는 신라 진덕여왕 때 김춘추(金春秋)를 따라 당나라에 원군을 청하고 귀국하는 길에 고구려군에게 포위되자 김춘추를 도망하게 하고 자신이 대신 살해되었는데 뒤에 대아찬(大阿飡)이 추증되었다. 고려 충목왕 때 회양부사(淮陽府使)를 지낸 온수(粹)는 온군해의 후손으로 아들이 둘 있었는데 큰아들 온선(善)은 예의판사, 작은아들 온신(信)은 우부시랑이었다.
금구온씨의 시조 온신(溫信)은 우부시랑(右部侍廊)으로서 고려 공민왕(恭愍王) 15년에 신돈(辛旽)의 전횡(專橫)을 탄핵하다 거야(巨野)에 유배되었다.
온신의 7세손 온효진이 함경도 북청군에 살면서 호적의 오기로 청주 온씨로 분관이 되었으며, 온선과 온신의 14세손 온희영이 경주에 살면서 경주로 분관이 되었다. 함경남도 북청군을 본관으로 하는 청주 온씨(淸州溫氏)는 온의득(溫儀得)·온창봉(溫昌奉)이 1784년(정조(正祖) 8년) 무과에 급제하였는데 거주지는 함경도 홍원(洪原)과 북청(北靑)이었다.
그 외에 단양 온씨, 온양 온씨 등이 있으나 모두 같은 혈손이라며 온달을 도시조로 하고 온씨 중앙종친회를 구성하였다.

## 본관
금구(金溝)는 전북특별자치도 김제시에 속한 지명이다. 본래 백제의 구지산현(仇知山縣)인데, 신라 경덕왕 때 금구현(金溝縣)으로 개명되어 전주(全州)의 관할이 되었다. 1895년(고종 32)에 금구군으로 개편되었으나, 1914년 금구면(面)으로 축소되어 김제군에 통합되었다. 
조선씨족통보(朝鮮氏族統譜)』에 따르면 온씨(溫氏)의 본관(本貫)은 서원(西原)‧온양(溫陽)‧전주(全州)‧이성(伊城)‧나주(羅州)‧평호(平皐)‧금구(金溝)‧거야(巨野)‧경주(慶州)‧진주(晋州) 등 11본(本)이 있는 것으로 기록되어 있다.

## 과거 급제자
금구 온씨는 조선시대 무과 급제자 2명, 생원·진사 4명을 배출하였다.
무과
- 온몽상(溫夢祥) : 1603년(선조(宣祖) 36년) 정시(庭試) 무과 병과(丙科) 151위
- 온이목(溫以牧) : 1651년(효종(孝宗) 2년) 별시(別試) 무과 병과(丙科) 41위

생원시
- 온필진(溫必晉, 1668년생) : 1690년(숙종(肅宗) 16년) 식년시(式年試) 생원 3등
- 온대일(溫大一, 1699년생) : 1721년(경종(景宗) 1년) 증광시(增廣試) 생원 2등

진사시
- 온표(溫彪, 1662년생) : 1689년(숙종(肅宗) 15년) 증광시(增廣試) 진사 3등
- 온정길(溫珽吉, 1820년생) : 1858년(철종(哲宗) 9년) 식년시(式年試) 진사 3등

## 인구
- 2000년 2,148명
- 2015년 1,581명